# Fantoches
Fantoches fue una revista colombiana que se publicaba semanalmente en Bogotá. Iniciando en 1920, en esta se buscaba demostrar las críticas sociales en el momento de una manera gráfica, satírica y llena de humor. El objetivo de esta era distraer y divertir al público de la melancolía que se vivía en Bogotá y una parte de Facatativá, era hacer algunas “monerías” para lograr molestar a los políticos de la época criticando la moral más absoluta cuando era necesario hacerlo.
La revista Fantoches no solo hizo parte de Colombia, si no también de Venezuela. Ambos países se unieron para sacar a la luz los problemas que pasaban en el país y en la miseria que muchas personas estaban viviendo. Sin embargo, todo tenía un humor característico el cual se convirtió en un ícono de la libertad de prensa en las primeras décadas del siglo XX. 
Esta revista circulaba todos los martes con el primer número del semanario circulando el 19 de abril de 1923. Con lo que contó Fantoches en esta primera etapa podemos mencionar a Arturo Uslar Pietri, Rómulo Gallegos, José Rafael Pocaterra, Julio Garmendia, Miguel Otero Silva o Enrique Bernardo Núñez y entre los caricaturistas el propio LEO, Alejandro Alfonzo Larrain (ALFA ), Pedro Toledo Carreño (PETOCA) a estos se fueron agregando muchos otros caricaturistas entre los que podemos mencionar a Ángel Lameda (RALE) o a Teodoro Arriens (Churucuto). 
La revista se caracterizó por su conducta crítica a la dictadura, sus reflexiones acerca de la pobreza y su apoyo a los trabajadores, mediante secciones como: Interpretación gráfica de los cuplés populares, Refranes en acción y Pinocho asimismo abordó temas como el papel de la mujer, la sociedad, la homosexualidad y la guerra.
Durante esos años el gobierno de Juan Vicente Gómez condenó el semanario e impuso importantes multas a aquellos que se atrevieran a venderlo, sin embargo, muchos vendedores se arriesgaban y escogían pagar la multa a dejar de venderlo. Finalmente Fantoches fue censurado y cerrado por el gobierno en 1932.

## Historia
La revista nace en Bogotá en el año 1926, quince días después de la clausura de Sal y Pimienta, cuando su director y propietario, Manuel José Jiménez, inicia en los mismos talleres una revista humorística, de crítica social. 
Los colaboradores eran escritores, tanto de la capital como de la provincia. Inicialmente, y hasta el número seis, la revista trató temas de tipo social; a partir del número siete esta se ocupó de temas políticos. En ese momento, a un mes de haber sido fundada, es que Manuel José Jiménez orienta la revista a su verdadero objetivo: la crítica al gobierno, la burla hacia la clase alta, denunciar los peculados de las transnacionales con los empresarios y políticos colombianos. Sus portadas mostraban la debilidad de un gobierno Miguel Abadía Méndez que permitía la violencia y la corrupción. Fantoches se publicó durante el fin de la Hegemonía Conservadora (1886-1930). 
La revista fantoches tenía algo muy particular. Las caricaturas que traían las notas y sus críticas hacían la revista aún más cómica de lo que ya era. La caricatura nace de Beatriz Gónzales; La cual dedicó su obra plástica hacia la crítica de la historia política nacional,  donde expuso la desigualdad social y la violencia.  Así mismo, en sus composiciones, se reconoció la tradición simbólica precolombina, la cultura popular, las diversas prácticas del gusto y la vida cotidiana en la ciudad y la provincia. Por este suceso, se empezó a notar más su gusto por las caricaturas. El primer autor de las caricaturas de Fantoches fue Alejandro Gómez Leal. Gómez Leal estudió en la Escuela de Bellas Artes de Bogotá; fundó una oficina de publicidad en 1925 y colaboró en El Gráfico, Mundo al día, Semana Cómica, Sal y Pimienta y Cromos.
El desarrollo técnico de Fantoches como una reproducción manual se debió a una técnica única en el país: una invención de Pepe Gómez que consistía en utilizar como plancha de grabado sus dibujos en papel mantequilla. También se utilizó el fotograbado. El mayor número de caricaturas políticas de Fantoches fue de Pepe Gómez, del cual se han encontrado los bocetos originales. Ocasionalmente colaboraron Lisandro Serrano, Adolfo Samper, Roca G., Scandroglio (activo de 1920 a 1940) Ricardo Rendón, Juancé (Juan C. García) y Jorge Hernández Posada. 

## Ideología
Dicha revista se encargaba de poner a los políticos colombianos de una manera en la que fueran denunciados por venderse a postores internacionales. Las caricaturas de Fantoches eran reconocidas por sus posturas éticas frente a los temas; por eso uno de los temas que más sobresalía era el petróleo, eso significó que una de sus carátulas se utilizó la iconografía representando la muerte del Justo y del pescador. El pecador, quien era Juan Antonio Montalvo, y por otro lado, el capitán Flanagan, agente de una petrolera británica, puesto como el diablo de Flanagan se toma el tiempo de espera para llevárselo. 
La revista relaciona la violencia que se vivía en Colombia con la política petrolera. A principios del mes de noviembre este denunció al Gobierno por el Proyecto Heroico, proyecto que trataba de la seguridad del país por medio de las armas y que recibía el apoyo de aquellas personas que querían apropiarse de las empresas petroleras.  
Una de las carátulas muestra como el Tío Sam asalta a Colombia por el petróleo del Catatumbo. Entre las acciones del personaje principal se ven, en forma de personas pequeñas, al presidente dormido, el ministro de Guerra Ignacio Rengifo, quien toma trago y contiene un puñal, por otro lado otro ministro trabaja y José Antonio Montalvo, con muletas y cojo, explica la política petrolera que se venía a un salón de clase donde los “alumnos” que se encontraban ahí estaban presentados como burros.
Fantoches condenó la humillación de los diarios a Estados Unidos; Herbert Hoover, quien se convirtió en presidente de los Estados Unidos en 1929, escribe la palabra "petroleó" con el humo de su cigarrillo.  
Juan Bizonte, como se llamaba al dictador venezolano Juan Vicente Gómez, aparece en una revista como un divertido bailarín de latas y hace tratos petroleros con el general liberal Leandro Cuberos Niño y el candidato presidencial conservador Alfredo Vásquez Cobo
Fantoches fue el responsable de supervisar la huelga de los trabajadores bananeros. Un año después, Abadía, como Lady Macbeth, no puede librarse de la culpa. Jorge Eliécer Gaitán, investigador sobre la masacre de una plantación de banano, pronuncia discursos  en el congreso que produce zambras.Al igual que Bogotá Cómico, Fantoches tenía una clara inclinación arielista. La influencia de Rodó y su obra Ariel tradujo una actitud americana que mofaba a los que no creían en el talento nacional, rechazando el imperialismo yanqui en América Latina. Era un deber político desenmascarar algún tipo de imperialismo, ya fuera inglés, alemán o francés, para mostrar la fragilidad de los pueblos de Centro y Sudamérica.
La problemática que vivía Nicaragua estaba muy visible en Fantoches. La revolución de Sandino fue recibida con simpatía, y los bombardeos de Calvin Coolidge deberían ser condenados por la civilización. La VI Conferencia Panamericana (1928) en La Habana, inaugurada por Coolidge y con la presencia de Enrique Olaya Herrera como delegado, muestra la humillación de Colombia.

## Mirada social
Fantoches trató aspectos como el socialismo, por el que mostraba simpatía, denunció la inmoralidad de la rosca conformada por el Ministerio de Obras, la Gobernación y la Alcaldía de Bogotá. Manifestó su opinión con relación al clero y su injerencia en la política; comentó gráficamente acontecimientos nacionales e internacionales como el arribo del aviador Benjamín Méndez a la capital, cuando el tren y el avión eran símbolos del progreso en Colombia. La mujer fue motivo de homenaje y de crítica: María Cano fue protagonista de caricaturas y su figura se trataba con gran respeto.
Los temas culturales también tuvieron cabida en sus caricaturas publicadas: las discusiones sobre nacionalismo e internacionalismo en la música entre Guillermo Uribe White y Murillo; sobre artes plásticas con Ramón Barba, en la Escuela de Bellas Artes; sobre literatura con las conferencias de Baldomero Sanín Cano, Armando Solano y los modernistas como Eduardo Castillo. 
En cuanto al arte, se reconoce que mientras los pintores se estacionaban en el academicismo y los “cromos sabaneros”, Fantoches recibía por medio de Scandroglio, Serrano y el mismo Gómez, al cubismo, al futurismo y a las tendencias recientes. Fantoches y la caricatura se convirtieron en precursoras del arte moderno en Colombia. Miguel Escobar define la caricatura como “vanguardia clandestina”.
Convirtiéndose en un referente del humor gráfico político con crítica social. 

## Impacto político
Esta revista circuló ininterrumpidamente en la sociedad colombiana durante seis años. Esta fue una revista liberal, que podía ser influyente en el nacimiento de las ideologías, no obstante, estaba firme en su apoyo al socialismo. Sin embargo, su mayor preocupación era el intervencionismo norteamericano en Colombia, Centroamérica, el Caribe y toda América del Sur. 
Dichas revistas de humor que tenían en sí críticas sociales como los Fantoches, estos tenían la capacidad de causar un daño en la población contra el Gobierno, se cuestiona si las caricaturas pueden tener tanto poder al punto que puede tumbar los gobiernos.El posible papel que pudo haber desempeñado los Fantoches se desconoce durante sus seis años de existencia (1926-1932) ante la opinión nacional en el tránsito de la Hegemonía conservadora al Gobierno liberal, por otro lado, los Fantoches apoyó a Enrique Olaya Herrera para llegar a la presidencia pero después cerró el periódico.
Las caricaturas, o los fantoches, se convirtieron en un complemento de la prensa escrita, encargados de abordar de manera humorística y crítica los temas de interés público. En particular, se destacaba el señalamiento de la corrupción en los medios de comunicación, utilizando estrategias como la sátira y la crítica, e incluso mostrando casos específicos de corrupción. Sin embargo, es importante señalar que ciertos personajes, como Laureano Gómez y Alfonso López Pumarejo, no eran objeto de crítica debido a razones ideológicas. Además, la popularidad de las conferencias de estos políticos en el Teatro Municipal permitió a los fantoches respaldar las ideas de López Pumarejo.
La revista estaba consciente del fin de la Hegemonía conservadora con estilos académicos y, por tanto, denunciaba los esfuerzos de Miguel Abadía para que el conservatismo continuara en el poder y se mantuviera el ideario de Miguel Antonio Caro. Una nota titulada “1929” decía así: “‘Esto se va’ es la conocida frase que todo el mundo tiene hoy en los labios en cuanto piensa en el régimen de Abadía, en la candidatura del general Marmato [Vásquez Cobo] o en los empréstitos americanos”

## Consecuencias
Después de los Fantoches y decididos a seguir con el legado de lo mismo se crea La Guillotina (1932-1935) alcanzó a publicar 166 ejemplares y este, a diferencia de su antecesor, se ocupó de atacar el liberalismo llegado al poder, a nombre de un liberalismo de izquierda, moderno. 
Otra revista que siguió el legado de los Fantoches y sucedió a la Guillotina fue el Anacleto (1935-1936) el cual alcanzó a publicar 53 ejemplares en el poco tiempo, tanto esta revista como la anterior se ocuparon de atacar el liberalismo y uno de los personajes constantemente cuestionado fue Alfonso López Pumarejo.
Después de la dictadura de Rojas Pinilla la única salida para este dibujo fue acomodar, su habitual elemento político gubernamental, a la agenda y los problemas de América Latina y a otras cuestiones de índole política y social. Actualmente las caricaturas han sido reconocidas por su alto grado de recepción y por la influencia que tiene sobre la opinión pública, no en vano, opera como una columna editorial y se mantiene en la función de hacerle cuestionar al público acerca de su propia situación y su postura frente a unas circunstancias específicas o generales.